# Équipe d'Ambazonie de football
 (août 2023).
Maillots
L'équipe d'Ambazonie de football (en anglais : Ambazonia football team) représente l'Ambazonie, une République auto-proclamée dans les régions anglophones du Cameroun sans reconnaissance internationale. L'équipe n'est pas affiliée à la FIFA et ne peut donc pas participer à la Coupe du monde de football. Elle fait partie du NF-Board et peut participer à ses compétitions.

## Histoire
L'Ambazonie est un État auto-proclamé par des séparatistes camerounais anglophones qui souhaitent voir leurs régions d'origines - le Nord-Ouest et le Sud-Ouest indépendantes. L'équipe d'Ambazonie de football participe à la VIVA World Cup 2006. L'équipe est surnommée l'équipe de football Wata na Wata.

## Maillots historiques
| 2005 | 2017 |